# Кольцате
Кольцате (італ. Colzate) — муніципалітет в Італії, у регіоні Ломбардія,  провінція Бергамо.
Кольцате розташоване на відстані близько 490 км на північний захід від Рима, 70 км на північний схід від Мілана, 21 км на північний схід від Бергамо.
Населення — 1671 особа (2014).

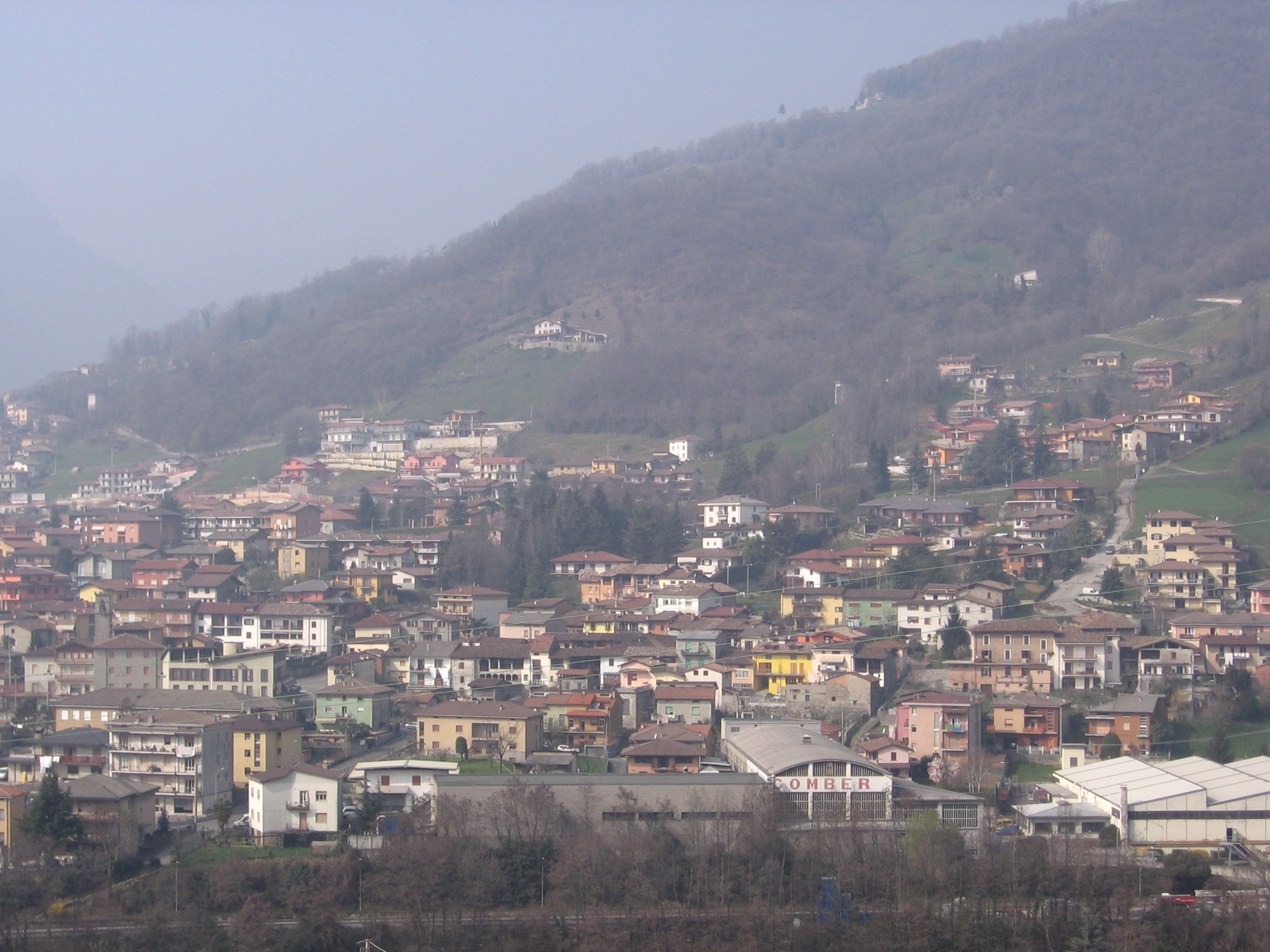

Щорічний фестиваль відбувається 22 вересня. Покровитель — San Maurizio.

## Демографія
Населення за роками:

Станом на 1 січня 2023 року в муніципалітеті офіційно проживали 83 іноземці з 16 країн, серед них 16 громадян країн Євросоюзу та 6 громадян України.

## Сусідні муніципалітети
- Казніго
- Горно
- Онета
- Вертова